# Крила империје
Крила империје (рус. Крылья империи) руска је телевизијска серија која се је емитовала од 10. новембра 2017. године на мрежи Први канал.
Серија приказује период од 1913. до 1921, од јубилеја 300-годишњеице породице Романов до устанка у Кронштату. У серији се приказује судбина три лица; младог јункера Сергеја Кирсанова-Двинског, младе поетесе (руске Немице) Софије Бекер и радног есера из Вологдске губерније Матеја Јосипова. Њихове судбине се мењају са развојем немирних политичких догађаја који су се одиграли у Русији за време првог светског рата и револуције.
Ликови су одиграни по реалној причи у руској историји: совјетски војник и дипломата Фјодор Расколников, маршал Михаил Тухачевски, револуционерка Лариса Рајснер и терорист Борис Савинков.

## Ликови
- Милош Биковић као Сергеј Кирсанов-Двински, јункер Николајевске кавалирске школе
- Ксенија Љуканчикова као Софија Бекер
- Григориј Некрасов као Матвеј Осипов